# 梁德远
梁德远，湖南邵阳人，一作湖南善化人。明朝政治人物。

## 生平
洪武十八年（1385年），梁德远中式三甲第三十名进士。其父任戶部郎中，因连坐而被贬戍边，其请求以身代父为刑。明太祖朱元璋怜悯其孝，留任其为工科给事中。其为官清正廉洁，也有政绩。当地民众感其贡献，为其塑像祭祀。